# Backe (Strömsund)
Backe è un'area urbana della Svezia situata nel comune di Strömsund, contea di Jämtland.
La popolazione rilevata nel censimento 2010 era di 599 abitanti .